# 사장 (놀이)

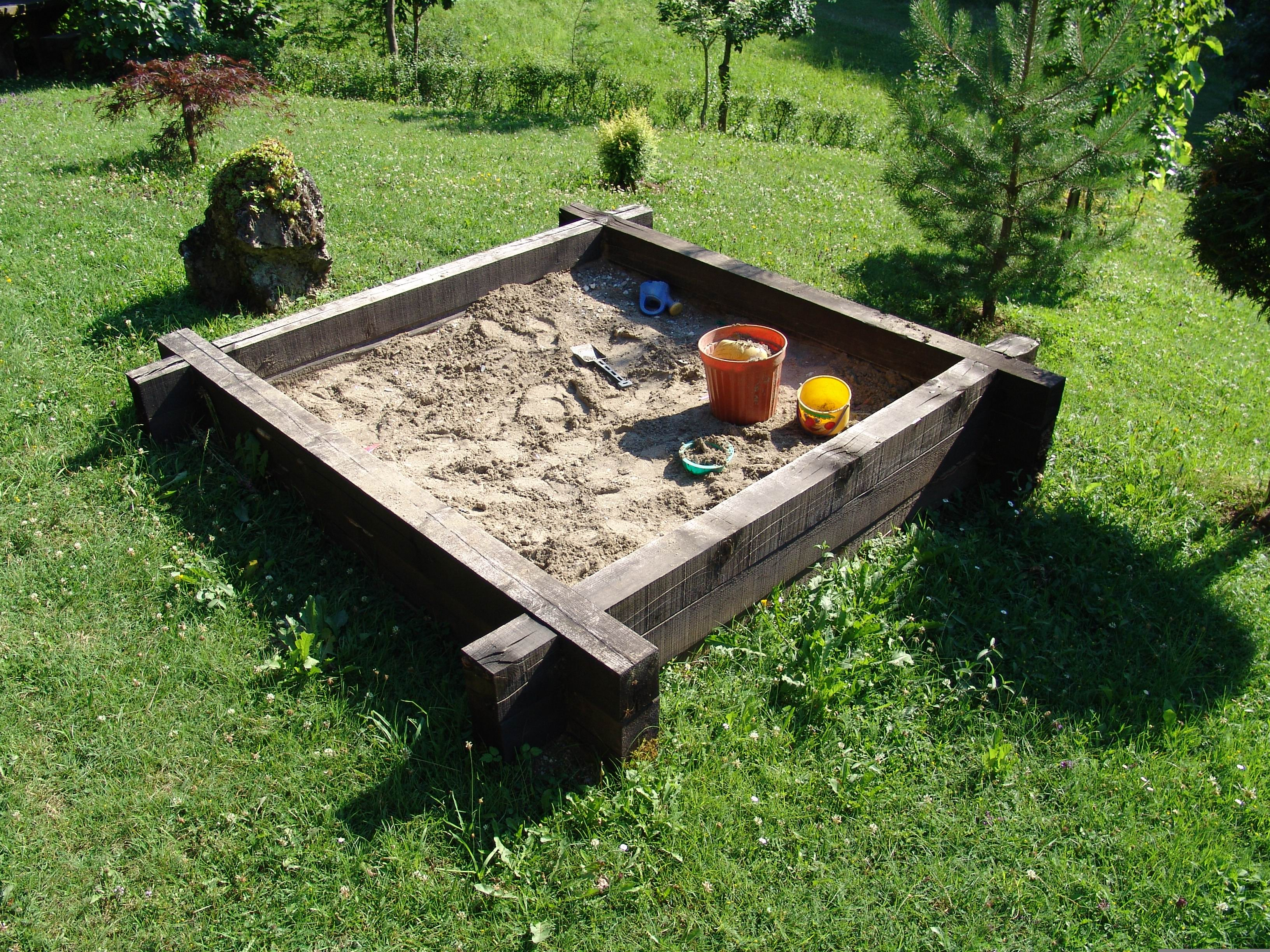
어린이들이 모래를 이용하여 놀 수 있도록 하는 사장과 장난감

사장(砂場)은 어린이들이 놀 수 있도록 모래를 채운 낮고 넓거나 앝게 함몰된 장소이며, 모래 놀이터 또는 모래 놀이통이라고도 한다. 사장은 어린이들이 장난감 삽이나 양동이를 이용하여 모래를 옮겨 모래성과 같은 건축물을 만들 수 있도록 재료와 공간을 제공하며, 어린이들이 3차원의 공간에서 하나의 세계를 탐구하고, 구성하고, 파괴할 수 있도록 하여 창의력과 창조력을 높여 준다.
사장은 모래를 간단하게 저장할 수 있는 구조로 되어 있어, 모래가 잔디밭이나 다른 바깥 공간으로 새어나가지 못하게 한다. 사장의 테는 다양하지만, 보통 어린이들이 쉽게 들어갈 수 있도록 하며, 앉아 있기 편리한 널빤지, 통나무, 기타 커다란 목재로 된 틀로 만들어진다. 또한, 동물이나 다른 친숙한 물체의 모양을 한 플라스틱으로 된 작은 간이용 사장의 구입이 가능하다.
때때로 동물들이 지나다니다 소변이나 대변을 보는 것이나 사장의 모래가 비에 젖는 것을 방지하기 위하여, 사장을 사용하지 않을 때 뚜껑을 덮어두기도 한다. 탁아소 등에 있는 조립식의 사장은 실내에서 사용할 수 있으며, 모래 대신 무독성이며 청소하기 편하도록 밝은 색을 띈 귀리 가루와 같은 물질을 사용한다. 사장은 단단한 바닥이나 흙 위에 직접 만들 수 있는데, 후자의 경우에는 자유로운 배수가 가능하지만, 어린이들이 모래를 파내다 모래가 흙에 오염될 수 있다. 시간이 지나 더러워진 모래는 새 것으로 교체되며, 오래된 모래는 버려지거나 콘크리트를 만드는 재료 등으로 사용된다.
일반적으로는 건축용 모래를 사장에 채우지만, 몇몇 사장은 특수한 사장용 모래를 사용하기도 한다. 건축용 모래는 특수한 사장용 모래에 비해 비용이 적게 들지만, 종종 점토 등의 옷을 얼룩지게 하고 잘 씻기지 않는 물질을 포함하기도 한다. 또한 여러 색의 알갱이 혼합물을 포함하고 있어서, 특수한 사장용 모래에 비해 시각적으로 매력적이지 못하다. 깨끗한 놀이 환경을 만들기 위해서, 일반적인 건축용 모래는 체로 걸러낸 뒤 씻어서 점토와 여러 입자들을 제거한다.

## 같이 보기
- 모래성